# Uwe Sunde
Uwe Sunde (* 29. Mai 1973 in Garmisch-Partenkirchen) ist ein deutscher Ökonom und Hochschullehrer.

## Leben
Nach dem Abitur 1992 und der Absolvierung des Grundwehrdienstes studierte Uwe Sunde ab 1993 an der Ludwig-Maximilians-Universität München und erlangte dort 1998 den Abschluss eines Diplom-Volkswirts. Im Anschluss wechselte er für ein Promotionsstudium im Rahmen des European Doctoral Program an die Universität Bonn. Nach einem Auslandsaufenthalt an der Universitat Pompeu Fabra (1999-2000), wurde er im Jahr 2003 mit der Arbeit Aggregate returns to individual decisions: development, income inequality and competition for jobs and workers an der Universität Bonn zum Dr. rer. pol. promoviert. Von 2003 bis 2008 war er Postdoc an der Universität Bonn und arbeitete als Research Fellow am Institut zur Zukunft der Arbeit, ebenfalls in Bonn. Im Jahr 2008 erfolgte seine Habilitation im Fach Volkswirtschaftslehre an der Universität Bonn.
Im Jahr 2008 wurde Uwe Sunde als Professor für Makroökonomie an die Universität St. Gallen berufen und wurde dort Direktor des Schweizerischen Instituts für empirische Wirtschaftsforschung. 2012 folgte Sunde einem Ruf an die Ludwig-Maximilians-Universität München, wo er Lehrstuhlinhaber am Seminar für Bevölkerungsökonomik ist.

## Forschungsschwerpunkte
Zu den Forschungsschwerpunkten Sundes gehören Langzeitentwicklungen und Wirtschaftswachstum, die Gebiete Politische Ökonomie, Arbeitsökonomie, Bevölkerungsökonomie und Verhaltensökonomie.

## Auszeichnungen
1998 erhielt Uwe Sunde den Alumni-Preis für junge Volkswirtinnen des Münchner Volkswirte Alumni Clubs.
2015 erhielt Uwe Sunde den Gossen-Preis des Vereins für Socialpolitik.
2019 wurde er zum Mitglied der Academia Europaea gewählt.
Im Jahr 2023 wurde ihm die Ehrendoktorwürde der Universität Luzern verliehen.

## Publikationen (Auswahl)
- Matteo Cervellati, Uwe Sunde (2005): Human Capital Formation, Life Expectancy, and the Process of Development, American Economic Review 95(5), 1653-1672.
- Matteo Cervellati, Piergiuseppe Fortunato, Uwe Sunde (2008): Hobbes to Rousseau: Inequality, Institutions and Development, Economic Journal, 118(531), 1354-1384.
- Armin Falk, Thomas Dohmen, David Huffman, Uwe Sunde (2010): Are Risk Aversion and Impatience Related to Cognitive Ability? American Economic Review, 100(3), 1238–1260.
- Armin Falk, Thomas Dohmen, David Huffman, Uwe Sunde (2012): The Intergenerational Transmission of Risk and Trust Attitudes, Review of Economic Studies 79(2), 645–677.
- Matteo Cervellati, Uwe Sunde (2013): Life Expectancy, Schooling, and Lifetime Labor Supply: Theory and Evidence Revisited, Econometrica 81(5), 2055-2086.
- Matteo Cervellati, Uwe Sunde (2015): The Economic and Demographic Transition, Mortality, and Comparative Development, American Economic Journal: Macroeconomics, 7(3), 189-225.
- Armin Falk, Anke Becker, Thomas Dohmen, Benjamin Enke, David Huffman, Uwe Sunde (2018), Global Evidence on Economic Preferences, Quarterly Journal of Economics, 133(4), 1645–1692.
- Marie Lechler, Uwe Sunde (2019), Individual Life Horizon Influences Attitudes Toward Democracy, American Political Science Review, 113(3), 860-867.
- Anthony Strittmatter, Dainis Zegners, Uwe Sunde (2020), Life Cycle Patterns of Cognitive Performance Over the Long Run, Proceedings of the National Academy of Sciences (PNAS), 117 (44), 27255-27261.
- Uwe Sunde, Thomas Dohmen, Benjamin Enke, Armin Falk, David Huffman, Gerrit Meyerheim (2022): Patience and Comparative Development, Review of Economic Studies, 89(5), 2806-2840.